# شب برهنه
شب برهنه فیلمی به کارگردانی سعید سهیلی است که اکران آن در تاریخ ۱۰ مرداد ۱۳۸۰ آغاز شد. شادمهر عقیلی و علی قربان‌زاده از بازیگران این فیلم هستند. ترانه‌های این فیلم را نیلوفر لاری‌پور سروده است.
شادمهر عقیلی بازیگر نقش اول این فیلم پس از اتمام ساخت و پیش از اکران این فیلم، ایران را ترک نمود و به کانادا مهاجرت کرد.

## داستان
در شب عروسی پوریا و شیوا، منشی شرکت پوریا (شعله) ادعای رابطه با پوریا را می‌کند و مراسم عروسی به هم می‌خورد.
در پی این ماجرا دوست پوریا (رشید)، منشی (شعله) را دار زده و او را می‌کشد. آرش دوست پوریا، او را تشویق به فرار می‌کند. شیوا نیز خودکشی ناموفّقی می‌کند و پوریا که تحت تعقیب قرار گرفته بود به قطار متروکه‌ای پناه می‌برد و با مرد معتاد در قطار آشنا می‌شود. او تمام ارثیه اش را به مرد داخل قطار می‌دهد
شبی در آتش‌سوزی قطار مرد معتاد می‌سوزد و همه فکر می‌کنند پوریا مرده است. پوریا می‌فهمد که آرش و شیوا قرار ازدواج دارند. او به آرش شک می‌کند، اما با پیدا کردن آلبوم عکس شیوا نزد رشید، به بی تقصیری آرش پی می‌برد و در همان قطار سوخته از رشید اعتراف‌گیری می‌کند رشید برای انتقام، پوریا را با چاقو زخمی می‌کند و خود را نیز به روی ریل قطار می‌اندازد و با قطار برخورد می‌کند و خودکشی می‌کند. پوریا زخمی خود را به جشن عروسی شیوا و آرش می‌رساند و حلقهٔ ازدواج را به او می‌دهد؛ و در پایان عروسی پوریا در کنار قبر پدرش می‌میرد.

## بازیگران
- شادمهر عقیلی در نقش پوریا
- علی قربان‌زاده در نقش آرش
- زهرا محمودی در نقش شیوا
- اشکان قاسمی در نقش رشید
- احمد عباسقلی در نقش پدر ناتنی پوریا
- محسن گلناری در نقش پدر آرش
- ساعد سهیلی در نقش نوجوانی پوریا
- نادیا دلدارگلچین در نقش مادر پوریا
- آمنه کیوانی در نقش شعله
- سعیده عرب در نقش مادر شیوا
- احمد رضا قوچانی در نقش مرد معتاد
- هنرناز امامی در نقش نوجوانی شیوا
- سینا مهراد در نقش برادر پوریا